# Michel Ferté
Pour les personnes ayant le même patronyme, voir Ferté.
 (janvier 2023).
Si vous disposez d'ouvrages ou d'articles de référence ou si vous connaissez des sites web de qualité traitant du thème abordé ici, merci de compléter l'article en donnant les références utiles à sa vérifiabilité et en les liant à la section « Notes et références ».
Michel Ferté, né le 8 décembre 1958 à Falaise (Calvados) et mort le 4 janvier 2023 au Mans,, est un pilote automobile français.

## Biographie

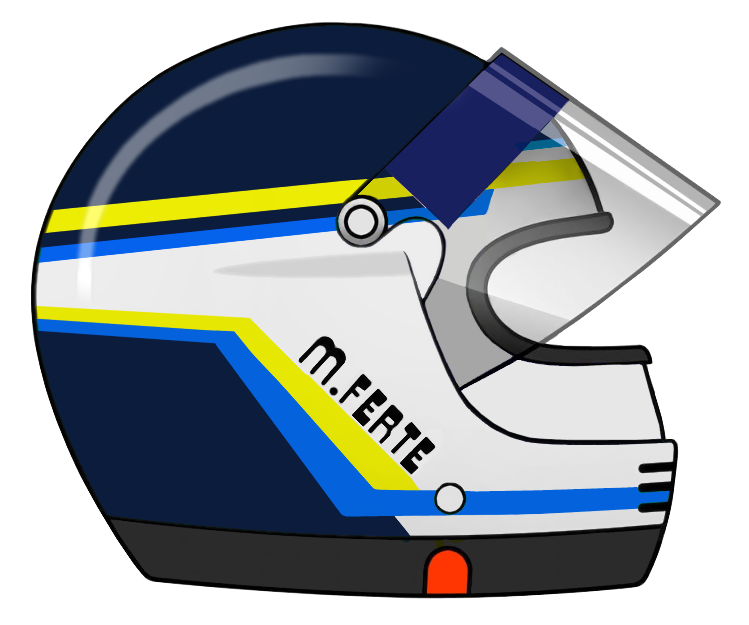

Michel Ferté est le frère d'Alain Ferté. La passion de la course automobile leur a été transmise par leur père, Serge.
Après avoir couru en karting dans les années 1970, avec deux titres de vice-champion de France à la clé, il commence sa carrière de pilote au début des années 1980. Son parcours en monoplace (F3, F2, F3000) est jalonné de nombreux succès. Pilote d'essais en Formule 1 chez Ligier durant trois saisons, il décide ensuite de s'essayer à d'autres catégories (Supertourisme, IMSA, Trophée Andros, GT, Sport-prototypes) avec un même succès. Sa polyvalence et sa rapidité en font l'homme des situations difficiles. En 1997, Michel, crée sa propre structure et engage une Ferrari 333 SP en compétition. Cette année-là, les résultats ne se feront pas attendre avec deux pole position et un podium. En 1998, ce sera l'année des contrastes. Michel et sa Ferrari feront encore parler d'eux, et pourtant ce sera également l'arrêt de ce projet (après une participation aux 24 heures du Mans), la voiture s'avérant être d'une maintenance trop élevée pour la structure existante. Michel reprend alors sa combinaison de pilote pour rouler avec Henri Pescarolo et Patrice Gay en 1999 et qualifie la Courage Porsche aux 24 Heures du Mans pour finir 9e au général à l'arrivée de la course.

## Palmarès
- 1971-1980 : 2 fois vice-champion de France Karting
- 1980 : vainqueur du Volant Marlboro
- 1981 : Championnat de France de Production (Ford Escort)
- 1982 : vice-champion de France Formule 3, trois victoires, onze podiums en douze courses
- 1983 : champion de France F3, 6 victoires, 10 podiums (victoire au Grand-Prix de Monaco F3) - pilote d'essai Ligier F1 - 24 heures du Mans sur une Rondeau M482 (Michel Ferté/Jean Rondeau/Alain Ferté)
- 1984 : champion de France Formule 2, 3e du Championnat d'Europe avec 5 podiums, 3/4 pilote d'essai Ligier en Formule 1 - 24 heures du Mans sur une Porsche 962 (Michel Ferté/Preston Henn/Edgar Dören)
- 1985 : champion de France F3000 - 5e du Championnat Inter-Continental - pilote d'essai Ligier en F1
- 1986 : champion de France de Formule 3000 - 5e du Championnat Inter-Continental, pilote d'essai Ligier en F1
- 1987 : 4 courses en Formule 3000 (podium à Pau)
- 1988 : 2 courses en Championnat de France de Tourisme (2 podiums) - 24 heures du Mans sur une Cougar-Porsche (Michel Ferté/Pierre-Henri Raphanel)
- 1989 : 1 course en Championnat IMSA GT (abandon alors qu'il était en tête), pilote officiel Jaguar - 24 heures du Mans sur une Jaguar XJR-9 (Michel Ferté/Alain Ferté/Eliseo Salazar)
- 1990 : vice-champion de France de Supertourisme (BMW M3), 4 victoires - 2e à Watkins Glen et Road America en Championnat IMSA GT sur une (Ferrari F40) - 24 heures du Mans sur une Jaguar XJR-12 (Michel Ferté/Davy Jones/Eliseo Salazar)
- 1991 : 5e du Championnat de France de Supertourisme (BMW M3) (3 podiums) - 1re participation au Trophée Andros (1 victoire, 1 podium) - 24 heures du Mans sur une Jaguar XJR-12 (Michel Ferté/Davy Jones/Raul Boesel), 2e au général
- 1992 : Supertourisme (BMW M3) - 3e des 24 Heures de Chamonix - 4e du Trophée Andros (2 victoires)
- 1993 : 8e du Trophée Andros (Team Opel France)
- 1994 : champion d'Europe BPR Endurance GT (Venturi 600 LM), 3 victoires (Spa-Francorchamps, Dijon, Silverstone) - 3e aux 1 000 km de Suzuka - Trophée Andros (Team Opel) - 24 heures du Mans sur une Venturi 600 LM (Michel Ferté/Olivier Grouillard/Michel Neugarten)
- 1995 : Championnat BPR GT (Ferrari F40, Pilote Racing), 1er à Anderstorp, 2e à Silverstone - 4e aux 24 Heures de Chamonix et 8e au Trophée Andros
- 1996 : Championnat BPR Endurance GT (Ferrari F40, Pilot Racing), podium à Nogaro - Trophée Andros (Team Opel France) - 24 heures du Mans sur une Ferrari F40 Pilot Racing (Michel Ferté/Olivier Thévenin/Nicolas Leboissetier)
- 1997 : International Sport Racing Series (Ferrari 333 SP, Pilot Racing), 2 pole positions - Trophée Andros (Team Opel France) - 24 heures du Mans sur une Ferrari 333 SP Pilot Racing (Michel Ferté/Adrián Campos/Charlie Nearburg (en))
- 1998 : 24 heures du Mans sur une Ferrari 333 SP Pilot Racing (Michel Ferté/Pascal Fabre/François Migault)
- 1999 : 9e aux 24 heures du Mans sur une Courage C50-Porsche Pilot Racing (Michel Ferté/Henri Pescarolo/Patrice Gay)
- 2003 : 24 heures du Mans sur une Ferrari 550 Maranello Pilot Racing-XL Team (Michel Ferté/Ange Barde/Gaël Lesoudier), catégorie LM GT

## Galerie

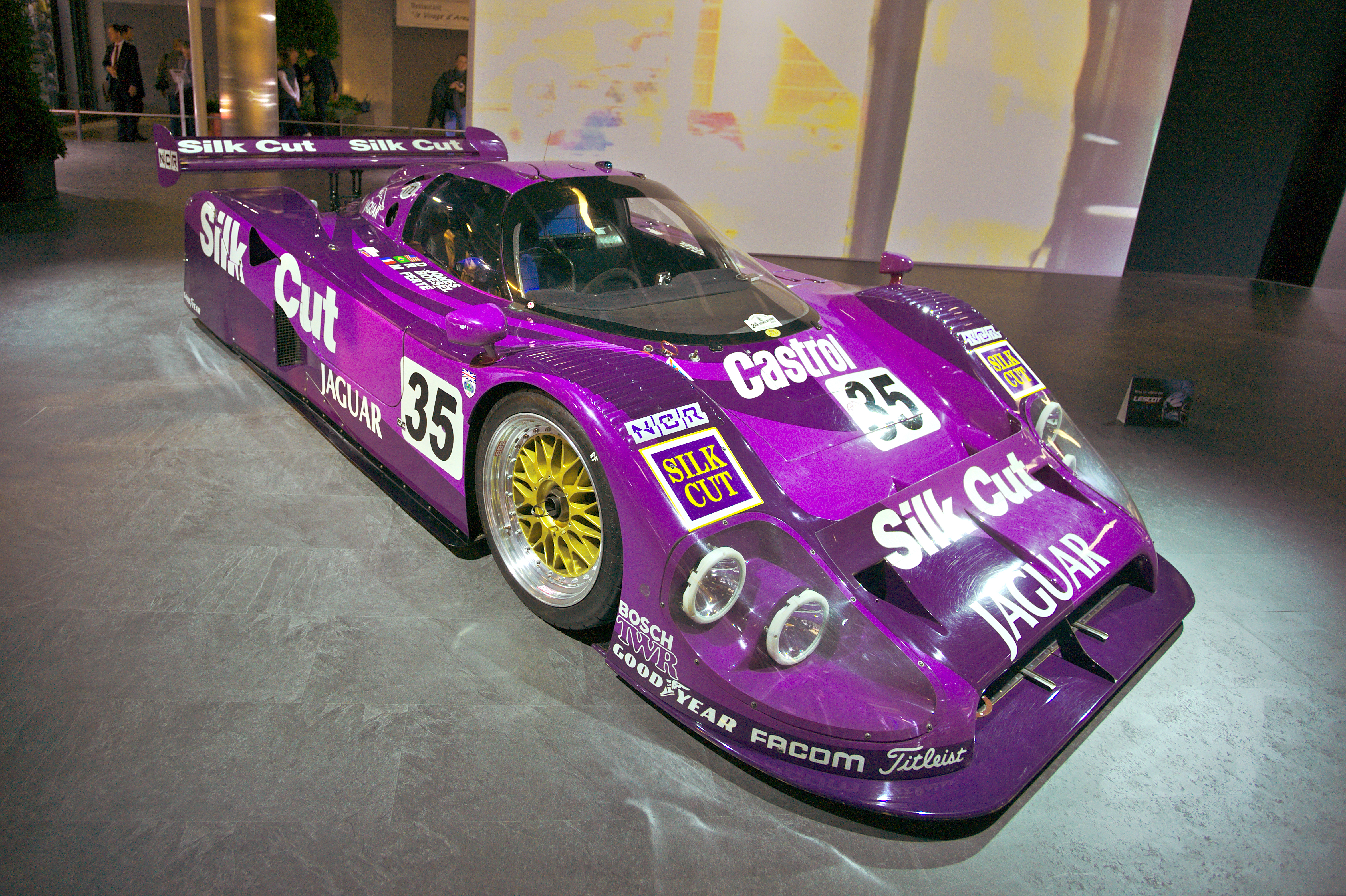
La Jaguar XJR-12 que Michel Ferté partageait avec Davy Jones et Raul Boesel et avec laquelle ils sont arrivés 2e au classement général des 24 Heures du Mans 1991.
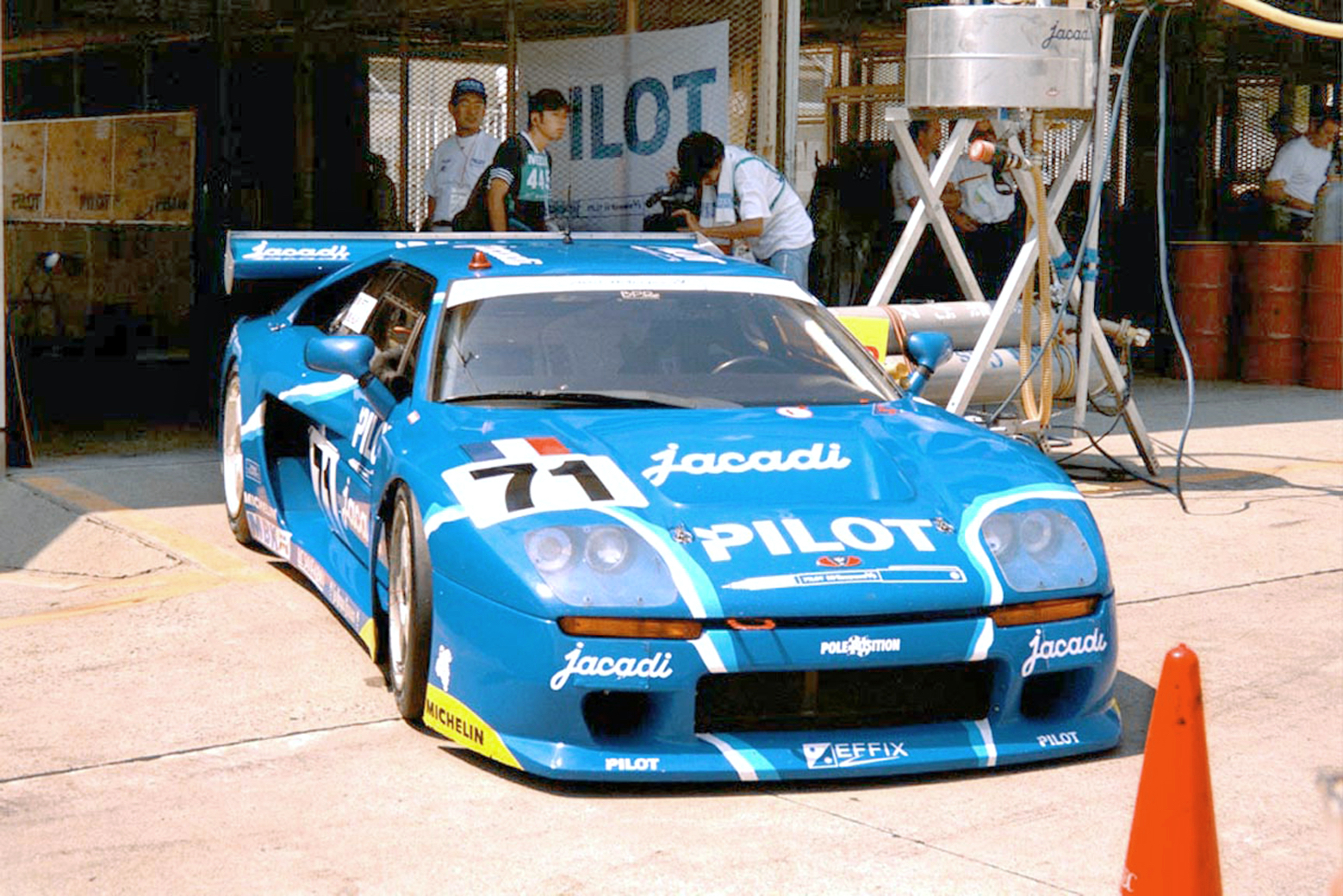
La Venturi 600 LM no 71 du team Pilot/Jacadi, engagée aux 1000 km de Suzuka en août 1994 (Championnat BPR), pilotée par Michel Ferté et Éric Hélary.
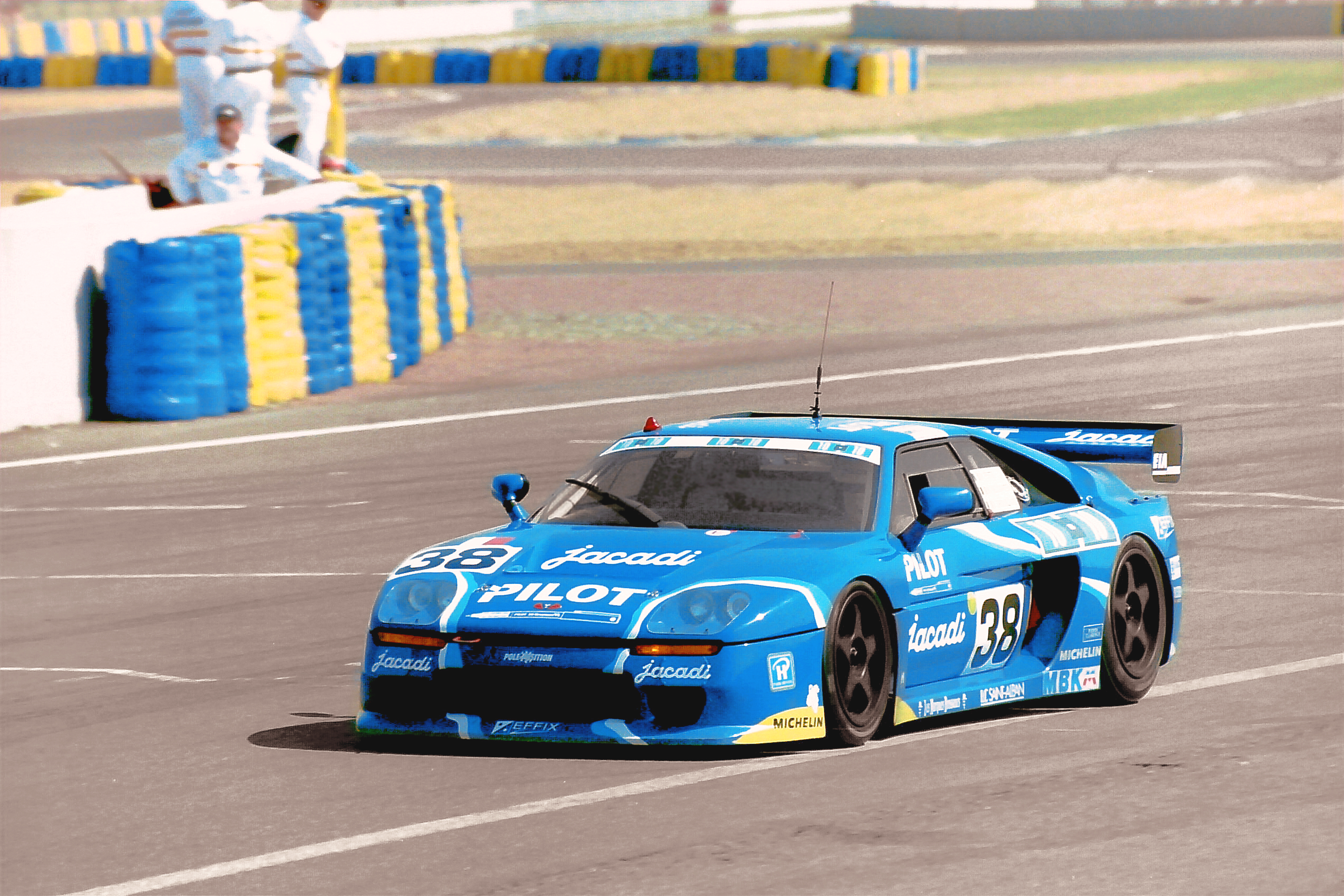
La Venturi 600 LM no 38 de Michel Ferté, Olivier Grouillard et Michel Neugarten à l'entrée de la ligne droite des stands lors des 24 Heures du Mans 1994.
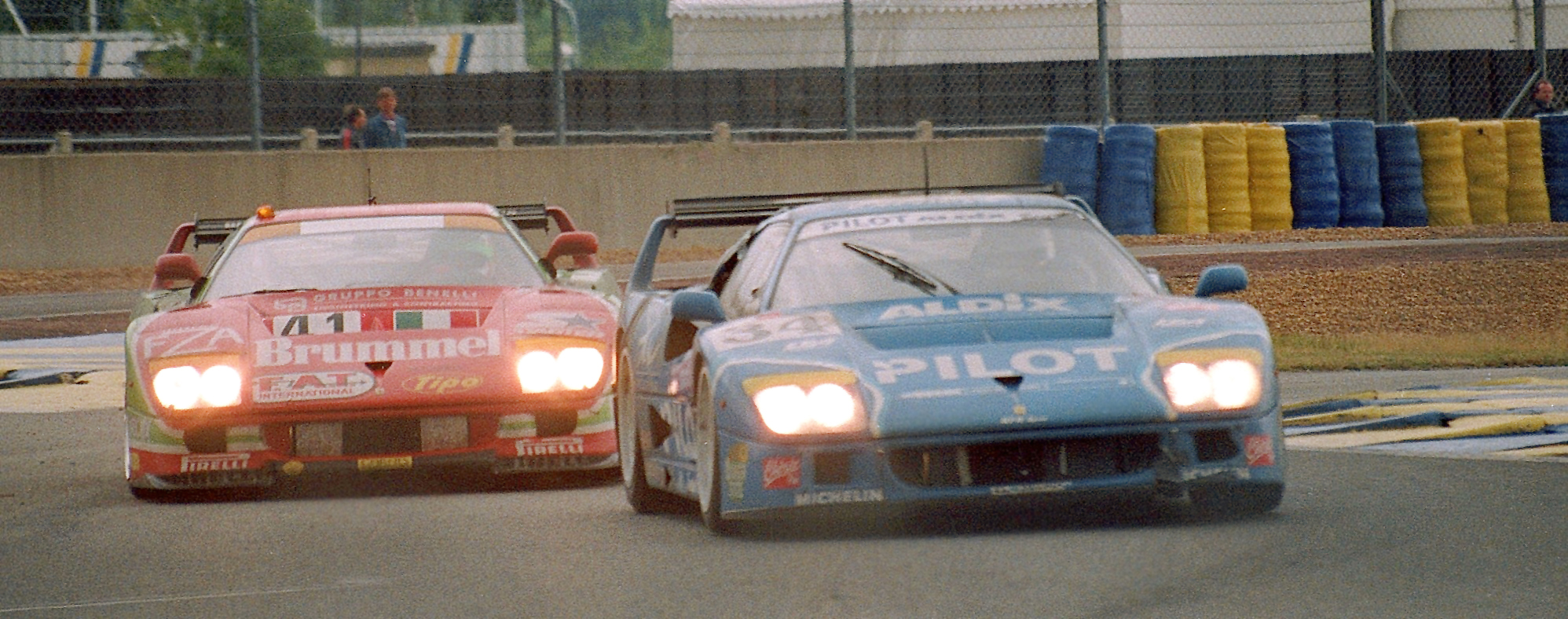
La Ferrari F40 GTE no 34 de Michel Ferté,  Olivier Thévenin et Carlos Palau devant la no 41 à la chicane Ford au Mans 1995.
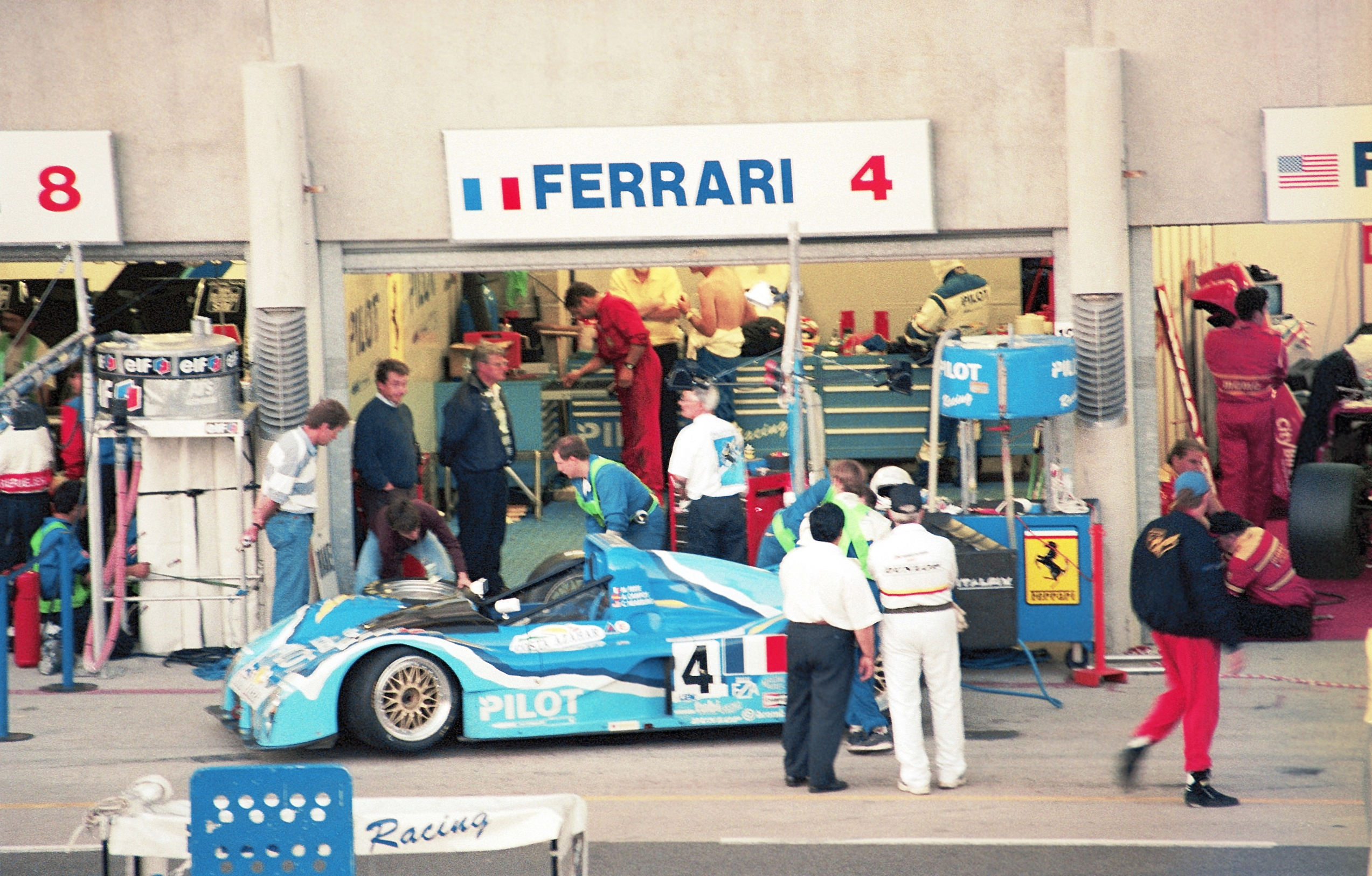
La Ferrari 333 SP de Michel Ferté, Adrián Campos et Charles Nearburg devant son stand durant les 24 Heures du Mans 1997.

### Résultats aux 24 Heures du Mans
| Année | Écurie                     | Voiture               | Équipier              | Équipier              | Résultat | Cause de l’abandon              |
| ----- | -------------------------- | --------------------- | --------------------- | --------------------- | -------- | ------------------------------- |
| 1983  | Ford France                | Rondeau M482          | Jean Rondeau          | Alain Ferté           | Abandon  | Panne de moteur                 |
| 1984  | Henn’s T-Bird Swap Shop    | Porsche 962           | Edgar Dören           | Preston Henn          | Abandon  | Allumage                        |
| 1988  | France                     | Cougar C20B           | Pierre-Henri Raphanel |                       | Abandon  | Incendie à l'arrêt au stand     |
| 1989  | Silk Cut Jaguar            | Jaguar XJR-9LM        | Eliseo Salazar        | Alain Ferté           | 8e       |                                 |
| 1990  | Silk Cut Jaguar            | Jaguar XJR-12         | Eliseo Salazar        | Davy Jones            | Abandon  | Panne de moteur                 |
| 1991  | Silk Cut Jaguar            | Jaguar XJR-12         | Raul Boesel           | Davy Jones            | 2e       |                                 |
| 1994  | Société Jacadi Racing      | Venturi 600 LM        | Olivier Grouillard    | Michel Neugarten      | Abandon  | Panne de moteur                 |
| 1995  | Pilot Aldix Racing         | Ferrari F40LM         | Olivier Thévenin      | Carlos Palau (en)     | 12e      |                                 |
| 1996  | Pilot Pen Racing           | Ferrari F40LM         | Olivier Thévenin      | Nicolas Leboissetier  | Abandon  | Feu                             |
| 1997  | Pilot Racing               | Ferrari 333 SP        | Adrián Campos         | Charlie Nearburg (en) | Abandon  | Système d’alimentation          |
| 1998  | Pilot Racing               | Ferrari 333SP         | Pascal Fabre          | François Migault      | Abandon  | Dommages à la boîte de vitesses |
| 1999  | Pescarolo Promotion Racing | Courage C50           | Henri Pescarolo       | Patrice Gay           | 9e       |                                 |
| 2003  | XL Racing                  | Ferrari 550 Maranello | Gaël Lesoudier        | Ange Barde            | Abandon  | Feu                             |

### Résultats en championnat d'Europe de Formule 2
(Légende) (Les courses en gras indiquent la pole position ; les courses en italique indiquent le meilleur tour en course.)
| Année | Équipe                 | Chassis     | Moteur | 1     | 2     | 3       | 4     | 5     | 6       | 7     | 8       | 9       | 10      | 11    | 12  | Pos. | Pts |
| ----- | ---------------------- | ----------- | ------ | ----- | ----- | ------- | ----- | ----- | ------- | ----- | ------- | ------- | ------- | ----- | --- | ---- | --- |
| 1983  | Marlboro Team Martini  | Martini 001 | BMW    | SIL   | THR   | HOC     | NÜR   | VAL   | PAU DNQ | JAR   | DON 12  | MIS Abd | PER 6   | ZOL   | MUG | 20e  | 1   |
| 1984  | Marlboro Racing France | Martini 002 | BMW    | SIL 3 | HOC 3 | THR Abd | VAL 4 | MUG 2 | PAU Abd | HOC 3 | MIS Abd | PER 5   | DON Abd | BRH 2 |     | 3e   | 29  |

### Résultats complets en Formule 3000 International
(Légende) (Les courses en gras indiquent la pole position ; les courses en italique indiquent le meilleur tour en course.)
| Année | Équipe                 | Chassis     | Moteur   | 1       | 2      | 3      | 4     | 5       | 6       | 7        | 8           | 9          | 10      | 11      | 12    | Pos. | Pts |
| ----- | ---------------------- | ----------- | -------- | ------- | ------ | ------ | ----- | ------- | ------- | -------- | ----------- | ---------- | ------- | ------- | ----- | ---- | --- |
| 1985  | Marlboro Racing France | March 85B   | Cosworth | SIL 3   | THR 3  | EST 2  | NÜR C | VAL Abd | PAU Abd | SPA Abd  | DIJ 8       | PER Abd    | ÖST Abd | ZAN Abd | DON 4 | 5e   | 17  |
| 1986  | Marlboro Racing France | March 86B   | Cosworth | SIL 9   | VAL 12 | PAU 3  | SPA 5 | IMO 12  | MUG 2   | PER 12   | ÖST Abd     | BIR (en) 3 | BUG 2   | JAR 3   |       | 5e   | 24  |
| 1987  | BS Automotive          | Lola T86/50 | Cosworth | SIL Abd |        |        |       |         |         |          |             |            |         |         |       | 14e  | 5   |
| 1987  | BS Automotive          | Lola T87/50 | Cosworth |         | VAL 10 | SPA 14 | PAU 3 | DON 6   | PER     |          |             |            |         |         |       | 14e  | 5   |
| 1987  | Genoa Racing           | March 87B   | Cosworth |         |        |        |       |         |         | BRH DNQ  | BIR (en) 11 | IMO DNQ    | BUG     | JAR     |       | 14e  | 5   |
| 1988  | Sport Auto Racing      | Lola T88/50 | Cosworth | JER     | VAL    | PAU    | SIL   | MNZ     | PER 13  | BRH Abd  | BIR (en) 6  | BUG 10     | ZOL 12  | DIJ 15  |       | 20e  | 1   |
| 1989  | Cobra International    | Reynard 89D | Cosworth | SIL     | VAL    | PAU    | JER   | PER Abd | BRH     | BIR (en) | SPA         | BUG        | DIJ     |         |       | NC   | 0   |

## Vie privée
Michel Ferté était marié à Sylvie et a trois fils.

## Mort
Michel Ferté meurt le 4 janvier 2023 des suites d'un cancer des os à la clinique Victor Hugo au Mans, où il était hospitalisé depuis plusieurs semaines. Ses obsèques ont lieu le 10 janvier 2023 en l'église Sainte Trinité de Falaise.